# Soledad Vista Hermosa
Soledad Vista Hermosa är en ort i Mexiko.   Den ligger i kommunen Santiago Jocotepec och delstaten Oaxaca, i den sydöstra delen av landet, 400 km sydost om huvudstaden Mexico City. Soledad Vista Hermosa ligger 82 meter över havet och antalet invånare är 124.
Terrängen runt Soledad Vista Hermosa är kuperad åt sydväst, men åt nordost är den platt. Runt Soledad Vista Hermosa är det ganska glesbefolkat, med 27 invånare per kvadratkilometer. Närmaste större samhälle är San José Río Manzo, 8,0 km öster om Soledad Vista Hermosa. I omgivningarna runt Soledad Vista Hermosa växer i huvudsak städsegrön lövskog.